# Vairochana

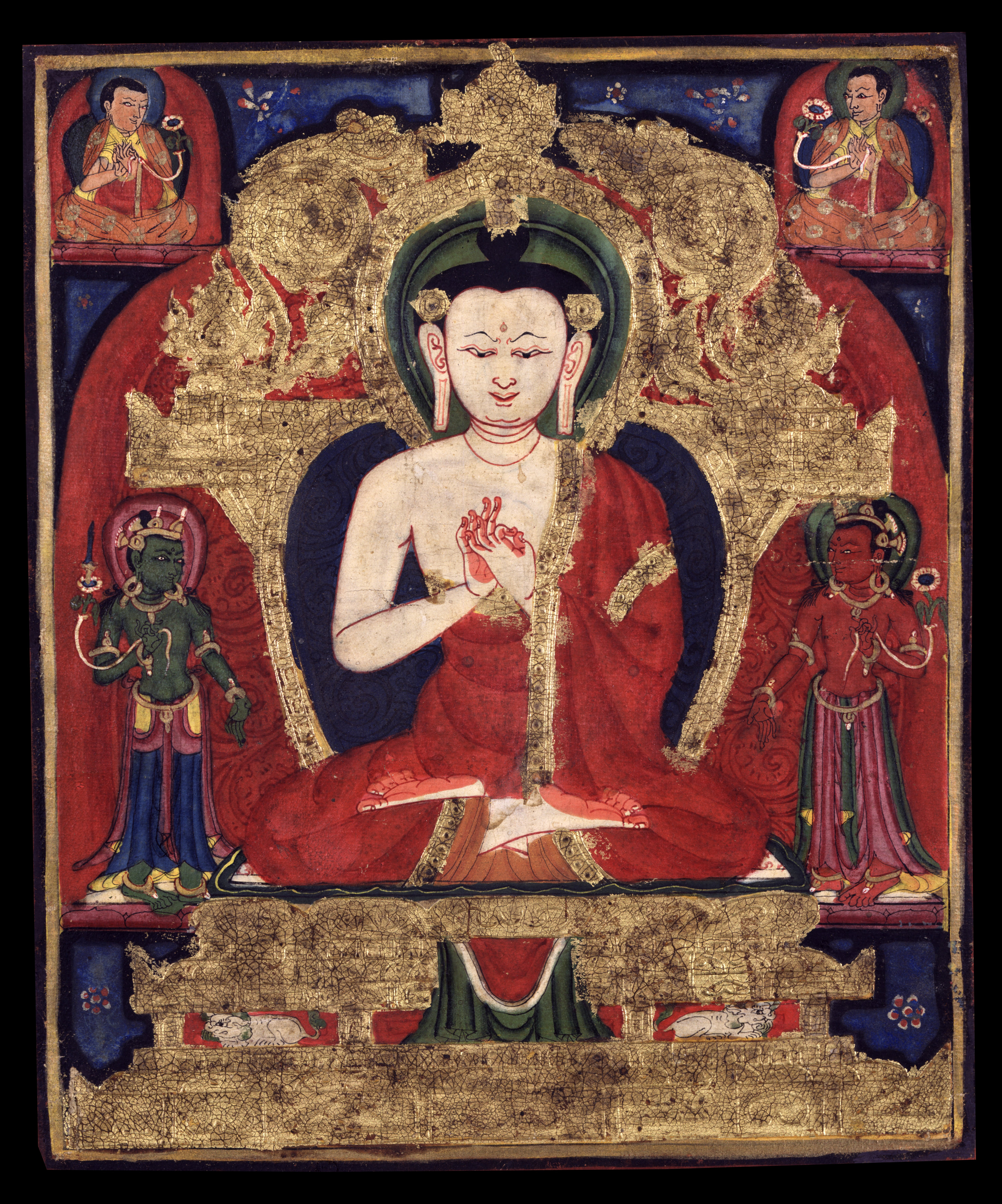
Målning av Vairochana från 1300-talet

Vairochana är en buddha inom mahayana och vajrayana. Han är i synnerhet viktig för inriktningarna huayan, t'ien-t'ai, shingon och tibetansk buddhism. Han betraktas generellt sett som en personifikation av dharmakaya, och inom vajrayana betraktas han som en av de fem dhyanibuddhorna. Han är den huvudsakliga buddhan i mahayanasutran Avatmasakasutra.
I avatmasakasutra beskrivs Shakyamuni som en manifestation (nirmanakaya) av Vairochana. I samma sutra finns även en historia om en manifestation av Vairochana som en bodhisattva, som till slut blev en buddha. I detta fall kallas han för Rocana, som en sambhogakaya.